# Timothée Pembélé
Timothée Joseph Pembélé (* 9. September 2002 in Beaumont-sur-Oise) ist ein französischer Fußballspieler mit Wurzeln aus der Demokratischen Republik Kongo. Er spielt als Innenverteidiger und steht beim AFC Sunderland unter Vertrag. Für die Saison 2024/25 ist er an den Le Havre AC verliehen.

## Karriere

### Verein
Pembélé spielte von 2008 bis 2015 bei US Persan, ehe er zu Paris Saint-Germain wechselte und dort sieben Mal in der UEFA Youth League, dabei erzielte er zwei Tore. Für die erste Mannschaft debütierte er am 28. November gegen Girondins Bordeaux als er über die vollen 90 Minuten auf dem Platz stand. Sein erstes Tor für das Team von Thomas Tuchel machte er am 23. Dezember 2020 beim 4:0-Sieg über Racing Straßburg, als er in der 18. Minute die Hauptstädter in Führung brachte.
Nach dem 1. Spieltag der Saison 2021/22 wechselte Pembélé bis zum Saisonende auf Leihbasis zum Ligakonkurrenten Girondins Bordeaux. Bei seinem Debüt am 15. August 2021 (2. Spieltag), einem 2:2-Unentschieden gegen Olympique Marseille, schoss er nach Einwechslung in der Halbzeit direkt sein erstes Tor für den Verein.
Im Sommer 2023 wechselte er nach England zum AFC Sunderland. Von dort wurde er im Sommer 2024 für ein Jahr an den Le Havre AC verliehen.

### Nationalmannschaft
Pembélé spielte bereits in diversen Jugendnationalmannschaften Frankreichs. Er war unter anderem bei der U17-EM und U-17-WM 2019. Im Juli 2021 wurde er für den Olympiakader der Franzosen berufen. In einem Testspiel vor dem Turnier gegen die Südkoreaner debütierte er für das Team. Beim finalen Turnier spielte er einmal gegen Japan im letzten Gruppenspiel bei der 0:4-Niederlage.

## Erfolge
- Trophée des Champions: 2020
- Französischer Pokalsieger: 2021